# Warrenton (Carolina del Nord)
Warrenton è una città degli Stati Uniti d'America situata nella Carolina del Nord, nella Contea di Warren, della quale è anche il capoluogo.